# Jan Nagy
Jan Nagy (* 12. April 1945 in Sered in der Westslowakei) ist ein ehemaliger tschechoslowakischer Gewichtheber.

## Leben und Werk
Nagy wurde als einziger Junge und zweites von fünf Kindern eines in den Uranminen tätigen Kraftfahrer und gelernten Bäckers in der Westslowakei geboren. Im Jahr 1976 trat er als Mitglied der tschechoslowakischen Olympiamannschaft bei den Olympischen Spielen in Montreal an und belegte dort am 27. Juli 1976 den 4. Platz im Superschwergewicht im Gewichtheben (+105 kg) (TCH 160.0 227.5 387.5). Bereits zu Anfang des Jahres 1976 erreichte er sein inoffizielles/persönliches Rekordgewicht von 245 kg. Am 26. November 1976 wurden schließlich 242,5 kg als sein offizielles Rekordgewicht verzeichnet.
1980 emigrierte er mit seiner aus Prag stammenden Ehefrau und beiden Kindern nach Deutschland. In den Jahren 1980 bis 2000 lebte und arbeitete der Vater von drei Kindern, als Dreher und als Auftragszeichner mit Schwerpunkt auf Porträts in Baden-Württemberg und Bayern.
Seit 2001 lebt der „stärkste Tschechoslowake aller Zeiten“ in Karlsbad in der Tschechischen Republik und widmet sich verstärkt seinem künstlerischen Schaffen in der Zeichenkunst.